# Valarie Rae Miller
Valarie Rae Miller (Fort Worth, 16 aprile 1974) è un'attrice statunitense.

## Biografia
Nata in Texas, Miller perse sua madre a causa del cancro negli anni novanta. Fin da bambina dimostrò interesse per la recitazione. Prima ancora di terminare gli studi al college, riuscì ad ottenere una breve apparizione in uno spot commerciale per Radio Shack.
Durante una vacanza estiva a Los Angeles, ebbe la possibilità di esibirsi come cabarettista, in alcuni club molto noti, come The Improv e The Comedy Store. Il successo fu tale che Valarie si trasferì a Los Angeles, ma nonostante le numerose offerte, preferì non continuare la sua carriera di cabarettista e di intraprendere la carriera di attrice.
Ha lavorato come conduttrice per la serie di Reebok's PETV, intervistando diverse celebrità, e ha condotto lo show pre-game delle partite di baseball della FOX-TV, In the Zone, prima di vestire i panni di Original Cindy nel telefilm Dark Angel.
Nel telefilm, presente nel cast in entrambe le stagioni, Valarie Miller interpreta Original Cindy, la migliore amica di Max, protagonista della serie, e collega di lavoro alla Jam Pony. Anticonformista per eccellenza, O.C. vive apertamente anche la propria omosessualità, ed è una continua fonte di commenti ironici sul sesso a 3 gambe. Anche per l'attenzione suscitata nei confronti della prima lesbica afroamericana vista in prime-time alla tv statunitense, tale ruolo le ha portato la maggiore notorietà.
Dopo Dark Angel, il suo debutto sul grande schermo l'ha vista recitare accanto al rapper Ice Cube nella commedia d'azione All About The Benjamins. Il suo sogno nel cassetto professionale è un film d'azione diretto da John Woo, "nel quale Samuel L. Jackson interpreta mio padre ed io faccio un sedere così a tutti quanti".

## Filmografia

### Cinema
- The Disappearance of Kevin Johnson (1996)
- Bear to the Right - cortometraggio (2000)
- All About the Benjamins (2002)
- Hollywood Homicide (2003)
- Crank (2006)
- Thank You for Washing (2009) - Cortometraggio

### Televisione
- Otto sotto un tetto (Family Matters) - serie TV, episodio 5x09 (1993)
- Gladiators 2000 - serie TV (1994)
- Malcolm & Eddie - serie TV, episodio 1x16 (1997)
- Hollywood Confidential - film TV (1997)
- In the House - serie TV, episodi 4x10-4x14 (1997-1998)
- One Saturday Morning - serie TV (1999-2000)
- Dark Angel - serie TV, 42 episodi (2000-2002)
- Smith - serie TV, episodi 1x01-1x03-1x06 (2006-2007)
- Reaper - In missione per il Diavolo (Reaper) - serie TV, 17 episodi (2007-2008)
- Life, episodio 2x17 (2009)
- NCIS - Unità anticrimine (NCIS), episodio 7x02 (2009)
- Men of a Certain Age - serie TV, 5 episodi (2009)

## Doppiatrici italiane
- Sabrina Duranti in Dark Angel (st.1)
- Roberta Pellini in Dark Angel (st.2)
- Domitilla D'Amico in Reaper - In missione per il Diavolo